# Partido Balear
El Partido Balear és una formació política de les illes Balears que es defineix com a de dreta moderat, liberal i no nacionalista.
La seva aparició dins la societat illenca es produí el gener del 2006 i es presenta a les eleccions autonòmiques i municipals del 2007 al Parlament de les illes Balears (Susana Oliver Nuñez), al Consell de Mallorca (Miquel Àngel Estarás Gelabert) i a l'ajuntament de Palma (Francisco Fernández Ochoa).
S'ha considerat una escissió del PP per motivacions lingüístiques, s'inclou dins el moviment gonella.